# Tripun Bokanić
Tripun (Trifun) Bokanić (Pučišća na Braču, 4. travnja 1575. – Trogir, 3. rujna 1609.), hrvatski klesar i graditelj.

## Životopis
Godine 1598. trogirsko gradsko vijeće odlučilo je nadograditi zvonik gradske katedrale, i taj je pothvat povjerilo mladom Bokaniću. Nadozidao je drugi, gotički kat zvonika, treći kat u renesansnom stilu s nekim baroknim primjesama. Vješto je uskladio svoju nadogradnju s djelom svojih prethodnika, izmirivši opreku kićene gotike i renesanse. Djelo mu stoga ubrajamo među ljepše gradnje dalmatinskoga graditeljstva u 16. stoljeća.
Pripisuju mu se još zvonici crkava sv. Mihovila i sv. Nikole i prozori vijećnice u Trogiru. Izradio je oltare za crkvu sv. Marije u Zadru i za hvarsku katedralu te gradska loža u Hvaru, kamin u kući obitelji Kandija u Trogiru, portretno poprsje providura Giangiacoma Zanea smješteno u južnoj pročelnoj niši zgrade Vele straže u Zadru, završetak hvarskog Arsenala i Fontika prije Semitecolove obnove i gradnje kazališta i dr.